# Dinastia Aryacakravarti
A dinastia Aryacakravarti (em tâmil: ஆரியச் சக்கரவர்த்திகள் வம்சம்) governou o reino de Jafanapatão, no Sri Lanca. As fontes mais antigas cingalesas, entre 1277 e 1283, mencionam um líder militar do mesmo nome como ministro ao serviço do Império Pandia. Este terá atacado a costa ocidental da ilha do Ceilão e terá levado a relíquia (com um importante significado político) do dente de Buda da capital cingalesa de Yapahuwa. Líderes políticos e militares de igual apelido deixaram um vasto número de inscrições no moderno estado de Tâmil Nadu, com datas que variam entre 1272 e 1305, durante o final do Império Pandia. De acordo com literatura contemporânea local, a família também clamava ter linhagem que vinha dos brâmanes tâmeis do proeminente templo de peregrinação de Rameswaram (no moderno distrito de Ramanatapuram, na Índia). Esta dinastia governou o Reino de Jafanapatão do século XIII ao XVII, quando o último da dinastia, Cankili II, foi deposto pelos portugueses.

## Teorias quanto à Origem
Existem várias teorias modernas quanto às origens dos Aryacakravarti.